# Shark El Oweinat International Airport
Shark El Oweinat International Airport är en flygplats i Egypten. Den ligger i guvernementet Al-Wadi al-Jadid, i den södra delen av landet, 900 km söder om huvudstaden Kairo. Shark El Oweinat International Airport ligger 258 meter över havet.
Terrängen runt Shark El Oweinat International Airport är mycket platt. Trakten runt Shark El Oweinat International Airport är nära nog obefolkad, med mindre än två invånare per kvadratkilometer. Det finns inga samhällen i närheten. Trakten runt Shark El Oweinat International Airport är ofruktbar med lite eller ingen växtlighet.